# 孙宁 (经济学家)
孙宁（1963年—），江苏常州人，中国经济学家、教授，研究领域为微观经济理论、市场机制设计、博弈理论等。中国教育部2009年度“长江学者”特聘教授、2014年享受政府特殊津贴。

## 生平
1980年至1998年间，先后就读于北京大学（学士）、中国矿业大学、大连外国语学院、筑波大学（博士）；
1984年至2016年间，曾任教于中国矿业大学、筑波大学、秋田县立大学、上海交通大学、京都大学、上海财经大学；
2016年至今，任南京审计大学社会与经济研究院教授。